# Vasili Petrov
Vasili Stepánovich Petrov (en ucraniano: Васи́ль Степа́нович Петро́в, romanizado: Vasil Stepanovych Petrov; Dmítrovka, Unión Soviética, 5 de marzo de 1922 - Kiev, Ucrania, 15 de abril de 2003) fue un oficial militar soviético que combatió durante la Segunda Guerra Mundial en las filas del Ejército Rojo, perdió ambas manos durante la batalla por la cabeza de puente de Burkin durante la operación del cruce del Dniéper. A pesar de sufrir una doble amputación, continuó sirviendo en combate con su unidad de artillería. Por sus acciones en la guerra, recibió dos veces el título de Héroe de la Unión Soviética y ascendió al rango de mayor. A pesar de su discapacidad, fue nombrado general y durante la posguerra ocupó una gran variedad de puestos de mando.

## Biografía

### Infancia y juventud
Vasili Petrov nació el 5 de marzo de 1922 en la pequeña localidad rural de Dmitrovka en la gobernación de Yekaterinoslav en la RSS de Ucrania (actualmente en el óblast de Donetsk en Ucrania), en el seno de una familia de campesinos ucranianos. Su padre, Stepan Petrov, que había luchado del lado de los guardias blancos durante la guerra civil, fue arrestado cuando Vasili era un niño pequeño. Su madre murió cuando él solo tenía tres años y su madrastra lo abandonó a él y a sus hermanos. Un vecino los cuidó brevemente antes de decirles a los dos hermanos que fueran a un orfanato, del que luego escaparon. Su hermano murió mientras huían, pero finalmente Vasili llegó a la aldea de su madrastra y lo cuidaron. Poco después de completar la escuela secundaria en 1939, fue reclutado por el Ejército Rojo. Después de graduarse de la Escuela de Artillería de Sumy en 1941, fue asignado a la 92.ª División Independiente de Artillería.

### Segunda Guerra Mundial
En junio de 1941, poco después del inicio de la invasión alemana de la Unión Soviética, Petrov fue enviado al combate, durante la guerra luchó en los frentes Sur, Vorónezh y el Primer Frente Ucraniano. Como subcomandante del 1850.º Regimiento de Artillería Antitanque, participó en las batallas por la orilla izquierda de Ucrania y el Dniéper. El 14 de septiembre de 1943 presenció un intenso combate en el cruce del río Sula, durante el cual su unidad tuvo que hacer frente a un constante bombardeo de artillería y ataques aéreos mientras organizaba el cruce de tres baterías de artillería a través del río, pero dos horas después del cruce su unidad se vio obligada a enfrentarse a un contraataque de trece tanques y un batallón de infantería alemana. Después de destruir siete tanques y obligar al resto a gastar sus municiones, pudieron continuar su avance mientras el enemigo se retiraba. Cuando los artilleros alemanes rodearon una batería de su regimiento, él y otros soldados soviéticos participaron en una batalla de dos horas de duración contra las fuerzas circundantes. Al final, la batería pudo escapar del cerco y se estima que 90 soldados alemanes murieron durante los intensos combates.
Durante la batalla del 23 de septiembre de 1943, Petrov reemplazó a su comandante de regimiento después de que este resultara gravemente herido y dirigió su unidad para convertirse en la primera brigada en cruzar el Dniéper mientras transportaba material, municiones y efectivos a la orilla derecha del río y mantenían sus posiciones repeliendo los continuos contraataques alemanes. Según la hoja de nominación oficial de Petrov para el título de Héroe de la Unión Soviética, perdió ambas manos el 1 de octubre de 1943 durante la batalla por la cabeza de puente de Burjin en la orilla derecha del río, durante la cual ayudó a dos baterías a dirigir el contraataque que resultó en la destrucción de cuatro tanques enemigos y dos morteros. Él y su ordenanza abrieron fuego contra un cañón autopropulsado, pero fueron atacados con bombardeos de artillería y de morteros. Un proyectil alemán alcanzó a Petrov y le provocó daños irreparables en ambas manos, pero a pesar de sus graves heridas se negó a ser evacuado a un hospital hasta que cesó el combate.
Fuentes de posguerra indican que las lesiones ocurrieron antes en diferentes circunstancias y en diferentes fechas, como en agosto. Petrov describió el incidente a la prensa en sus últimos años, diciendo que durante la batalla por la cabeza de puente en otoño, fue alcanzado por un proyectil alrededor de la medianoche; sus colegas en un momento creyeron que estaba muerto y ordenaron una búsqueda de sus restos, pero lo encontraron vivo por la mañana. Sus compañeros ordenaron que lo operara un cirujano, quien les advirtió que Petrov probablemente moriría. A pesar de sus bajas posibilidades de supervivencia, sobrevivió a la cirugía y unas semanas más tarde fue enviado al Instituto de Ortopedia y Prótesis de Moscú. El 24 de diciembre de 1943 se le concedió el título de Héroe de la Unión Soviética.
Mientras estuvo en Moscú recuperándose de sus heridas, se deprimió mucho y pensó incluso en suicidarse, pero finalmente aceptó su condición y practicó la escritura, recibió muchas cartas de aliento de otros soldados, posteriormente escribió sobre sus pensamientos durante este periodo de su vida

Las primeras seis semanas en el hospital fueron agónicas. Cuando recuperé la consciencia sentí un dolor insoportable en todo mi cuerpo y grité hasta que todas mis fuerzas me abandonaron. Y luego todo empezó de nuevo. Más tarde, cuando el dolor disminuyó y me di cuenta de lo horrible de mi situación, parecía que la vida había perdido todo su sentido. Para acabar con el tormento psicológico, fumaba mucho, a veces hasta cien cigarrillos al día. ‘¿Qué había pasado?’‘¿Por qué el destino ha sido tan cruel conmigo?’, me lo pregunté y no obtuve respuesta.

Debido a la gravedad de sus heridas, permaneció en el hospital durante más de un año y se le ofreció un trabajo civil como subsecretario del partido en un distrito de Moscú, pero optó por regresar al ejército en diciembre de 1944 y ya en abril de 1945 fue nombrado comandante del 248.º Regimiento de Artillería Antitanque de la Guardia. Los documentos oficiales soviéticas contienen información contradictoria sobre el papel de Petrov y la línea de tiempo de sus acciones durante la ofensiva del Vístula-Óder, por sus acciones en las que se le otorgó una segunda Estrella de Oro después del final de la guerra el 27 de junio de 1945. Según los documentos de nominación para su segunda Ede Oro, participó en la ofensiva Vístula-Óder como comandante de regimiento y supuestamente repelió cinco contraataques enemigos durante una batalla el 9 de marzo de 1945. Sin embargo, dicha operación terminó en febrero de 1945, y no fue hasta abril que fue nombrado comandante del 248.° Regimiento de Artillería Antitanque.

### Posguerra
Después de la rendición de la Alemania nazi permaneció en el ejército. En 1954, Se graduó en la Universidad Estatal de Leópolis (actual Universidad Nacional Iván Frankó de Leópolis) y se convirtió en Candidato de Ciencias Militares. En 1977 fue ascendido al rango de teniente general, ocupó varios altos cargos en el ejército soviético, sirviendo como jefe adjunto de las tropas de misiles y artillería del Distrito Militar de los Cárpatos. Después de la disolución de la Unión Soviética, sirvió en el ejército de Ucrania y fue ascendido al rango de coronel general en 1999. Por Decreto del Presidente de Ucrania del 11 de marzo de 1994, el teniente general Vasili Petrov obtuvo el derecho de permanecer para siempre en el servicio militar en las Fuerzas Armadas de Ucrania. Se desempeñó como Comandante Adjunto de las Fuerzas de Misiles y Artillería del Comando Principal de las Fuerzas Terrestres de Ucrania. En la posguerra escribió miles de páginas de memorias manuscritas con la ayuda de un miembro artificial. Estas más tarde la publicó en un libro en dos volúmenes titulado El pasado y yo.
A pesar de su prestigio como héroe de guerra, no siempre se mantuvo alineado con el partido comunista; era conocido por no pagar las cuotas del partido y, después de no firmar la documentación de su membresía, fue expulsado del partido y cuestionado sobre su lealtad antes de que finalmente se acordara que podía permitir que alguien firmara la documentación en su nombre.
En los años 70, el teniente general Vasili Petrov recordó: «Todo soldado se inclina a creer en el destino. Estaba convencido de que había llegado mi hora y decidí morir. No ocurrió en el hospital. Así que volví con mis camaradas en el frente para morir en el campo de batalla. Pero el destino decidió lo contrario.»
Murió el 15 de abril de 2003 en Kiev a la edad de 81 años y fue enterrado en el cementerio de Baikove.

## Condecoraciones

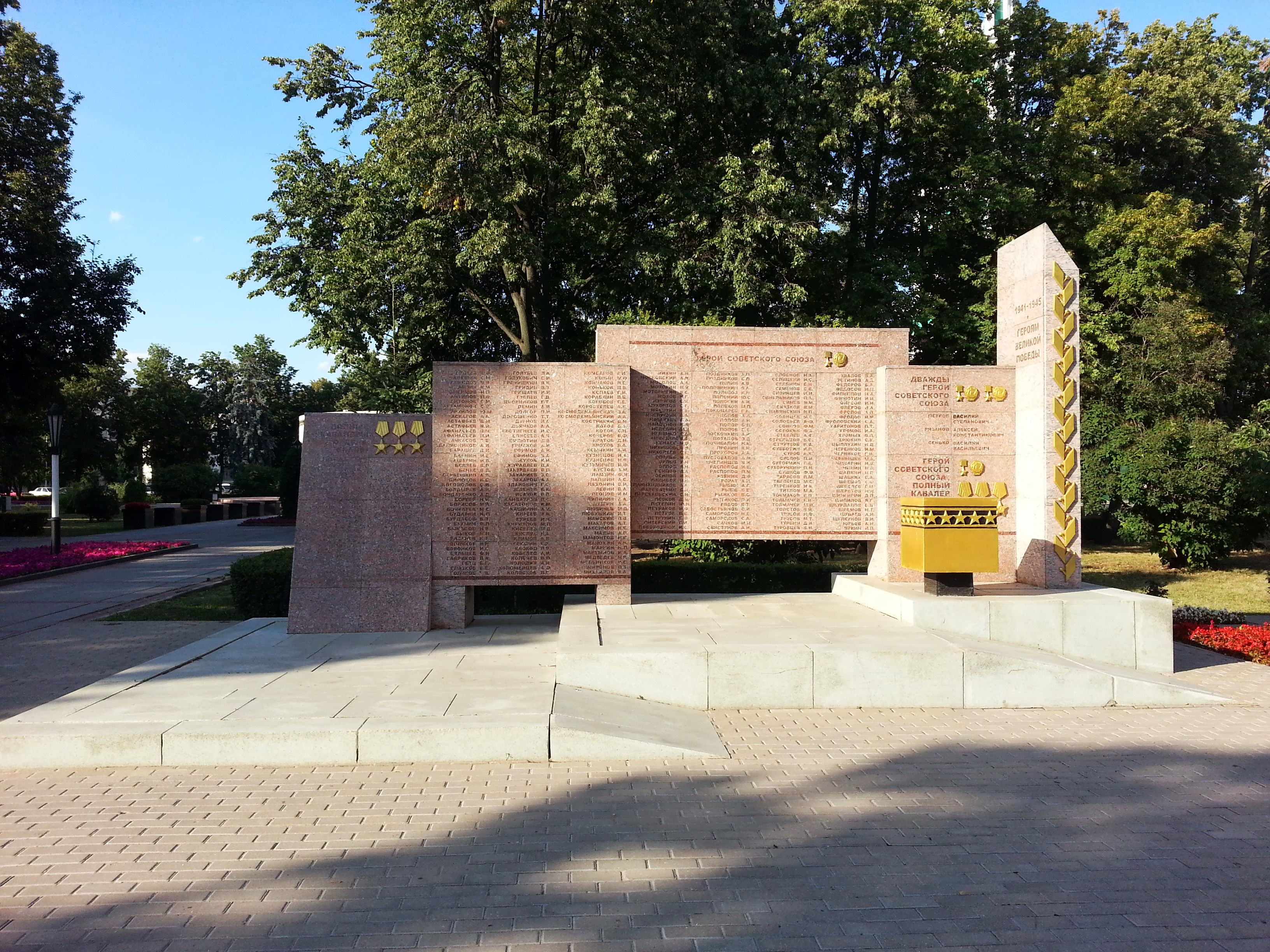

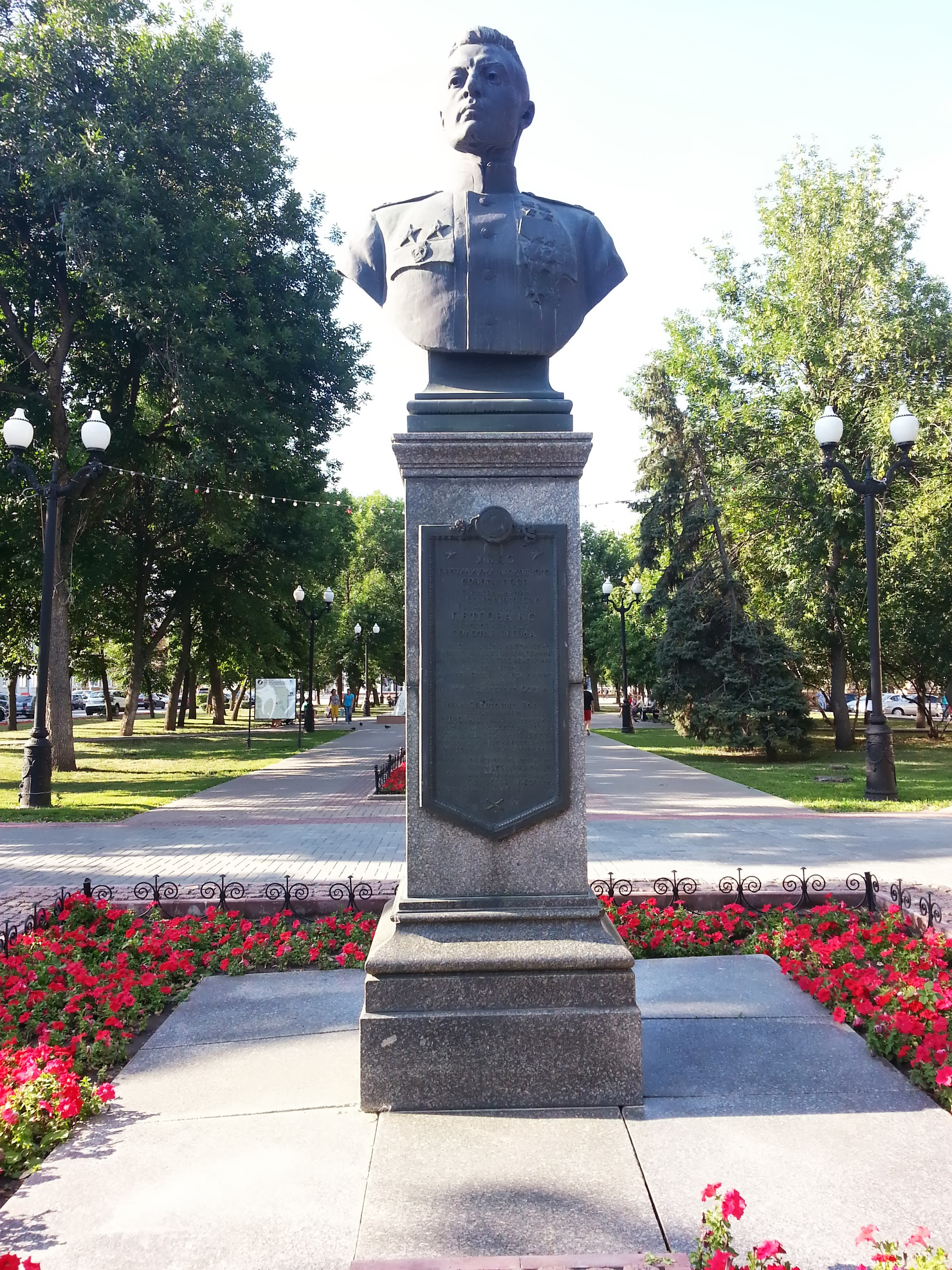
Busto en bronce de Vasili Petrov en Tambov (Rusia)

A lo largo de su extensa vida militar Vasili Petrov recibió las siguientes condecoracionesː
Unión Soviética
- Héroe de la Unión Soviética, dos veces (24 de diciembre de 1943 y 27 de junio de 1945)
- Orden de Lenin, dos veces
- Orden de la Revolución de Octubre
- Orden de la Bandera Roja
- Orden de la Guerra Patria de 1.er grado
- Orden de la Estrella Roja, tres veces
- Medalla por el Servicio de Combate
- Medalla Conmemorativa por el Centenario del Natalicio de Lenin
- Medalla por la Victoria sobre Alemania en la Gran Guerra Patria 1941-1945
- Medalla Conmemorativa del 20.º Aniversario de la Victoria en la Gran Guerra Patria de 1941-1945
- Medalla Conmemorativa del 30.º Aniversario de la Victoria en la Gran Guerra Patria de 1941-1945
- Medalla Conmemorativa del 40.º Aniversario de la Victoria en la Gran Guerra Patria de 1941-1945
- Medalla Conmemorativa del 50.º Aniversario de la Victoria en la Gran Guerra Patria de 1941-1945
- Medalla de Veterano de las Fuerzas Armadas de la URSS
- Medalla del 30.º Aniversario de las Fuerzas Armadas de la URSS
- Medalla del 40.º Aniversario de las Fuerzas Armadas de la URSS
- Medalla del 50.º Aniversario de las Fuerzas Armadas de la URSS
- Medalla del 60.º Aniversario de las Fuerzas Armadas de la URSS
- Medalla del 70.º Aniversario de las Fuerzas Armadas de la URSS
- Medalla por Servicio Impecable
- Medalla Conmemorativa del 1500.º Aniversario de Kiev

Otros países
- Orden de Bohdán Jmelnitski de 2.do y 3.er grado (Ucrania)
- Medalla de Defensor de la Patria (Ucrania)
- Cruz de Plata de la Orden Virtuti Militari de 5.º grado (Polonia)
- Medalla por el Oder, Neisse y el Báltico (Polonia)
- Medalla de la Victoria y la Libertad 1945 (Polonia)
- Orden de la Amistad (Rusia)
- Cruz de la Guerra de Checoslovaquia (1939 - 1945)